# سی‌دی تک‌آهنگ
«سی‌دی تک‌آهنگ» (انگلیسی: CD single) تک‌آهنگی است که در قالب لوح فشرده منتشر شده باشد.